# Borghamnskalksten

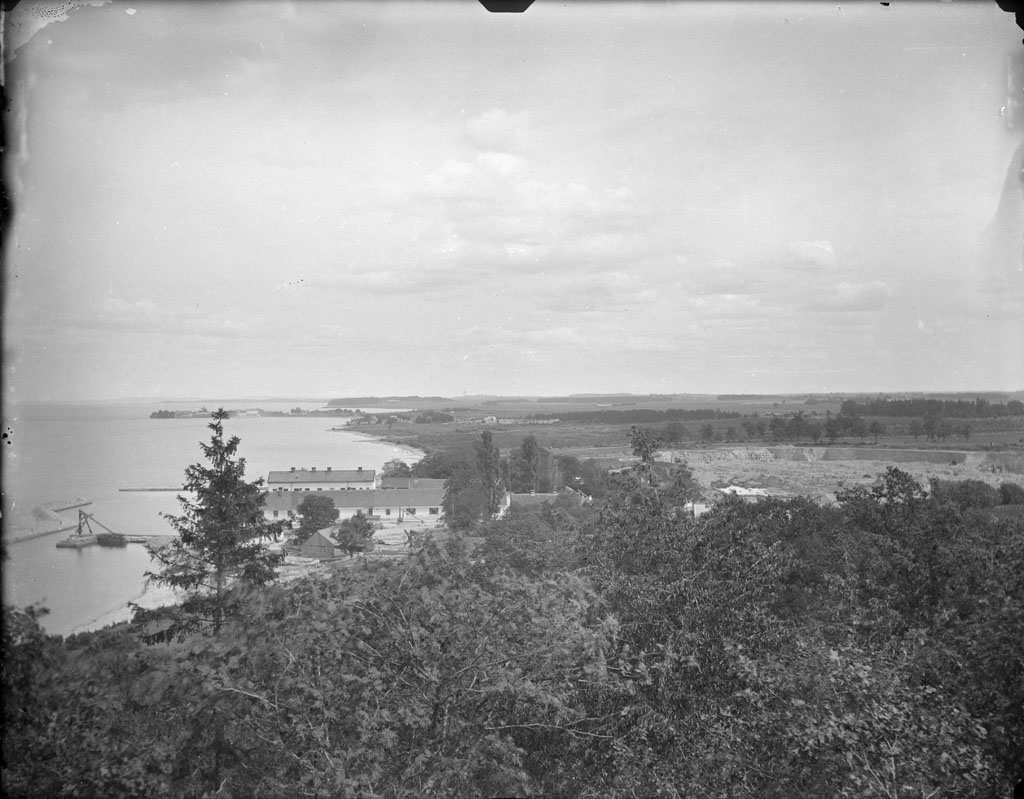
Borghamn med kalkstensbrottet 1889. Foto Carl Curman

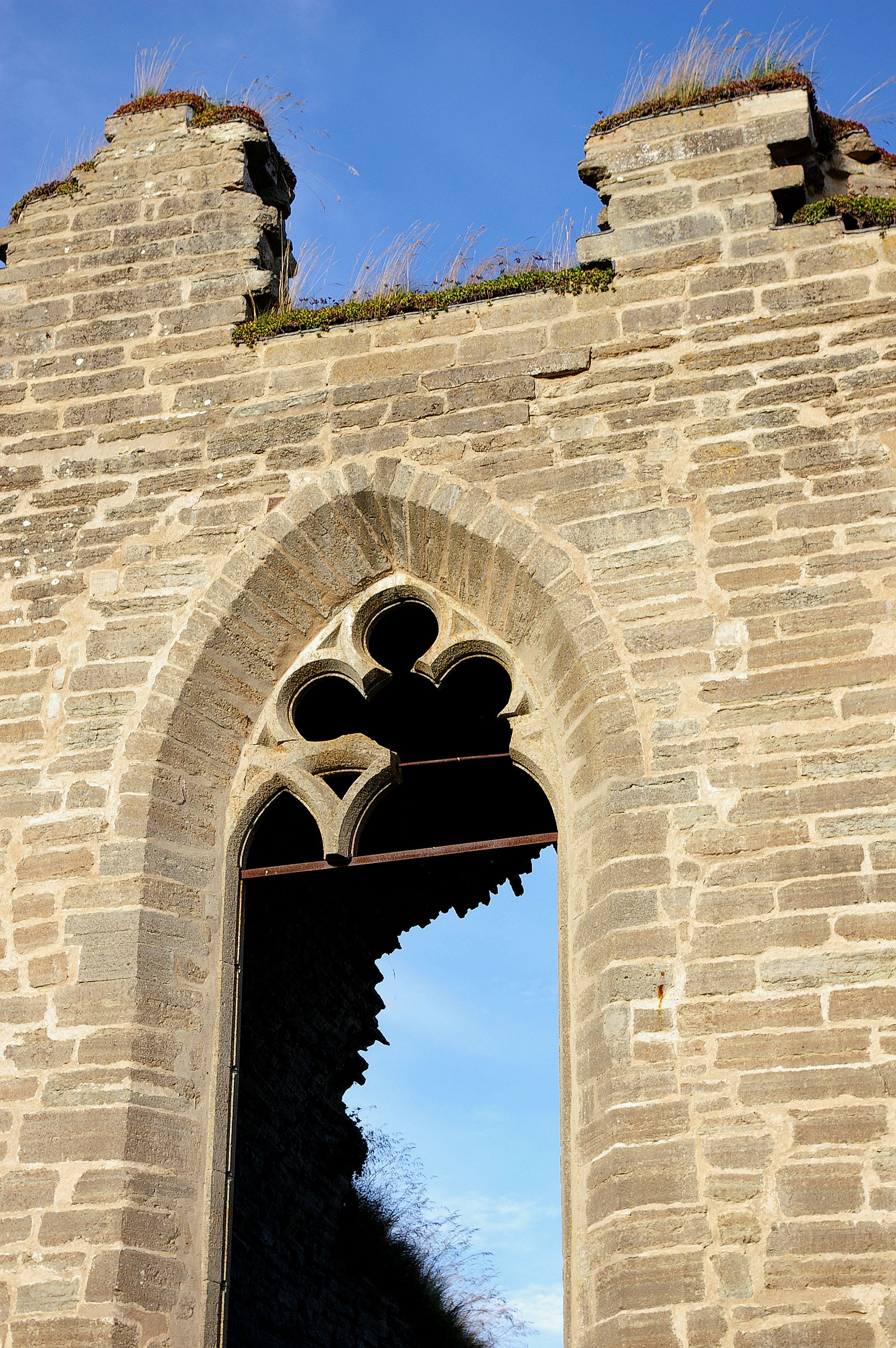
Ruinen av klosterkyrkan i Alvastra kloster

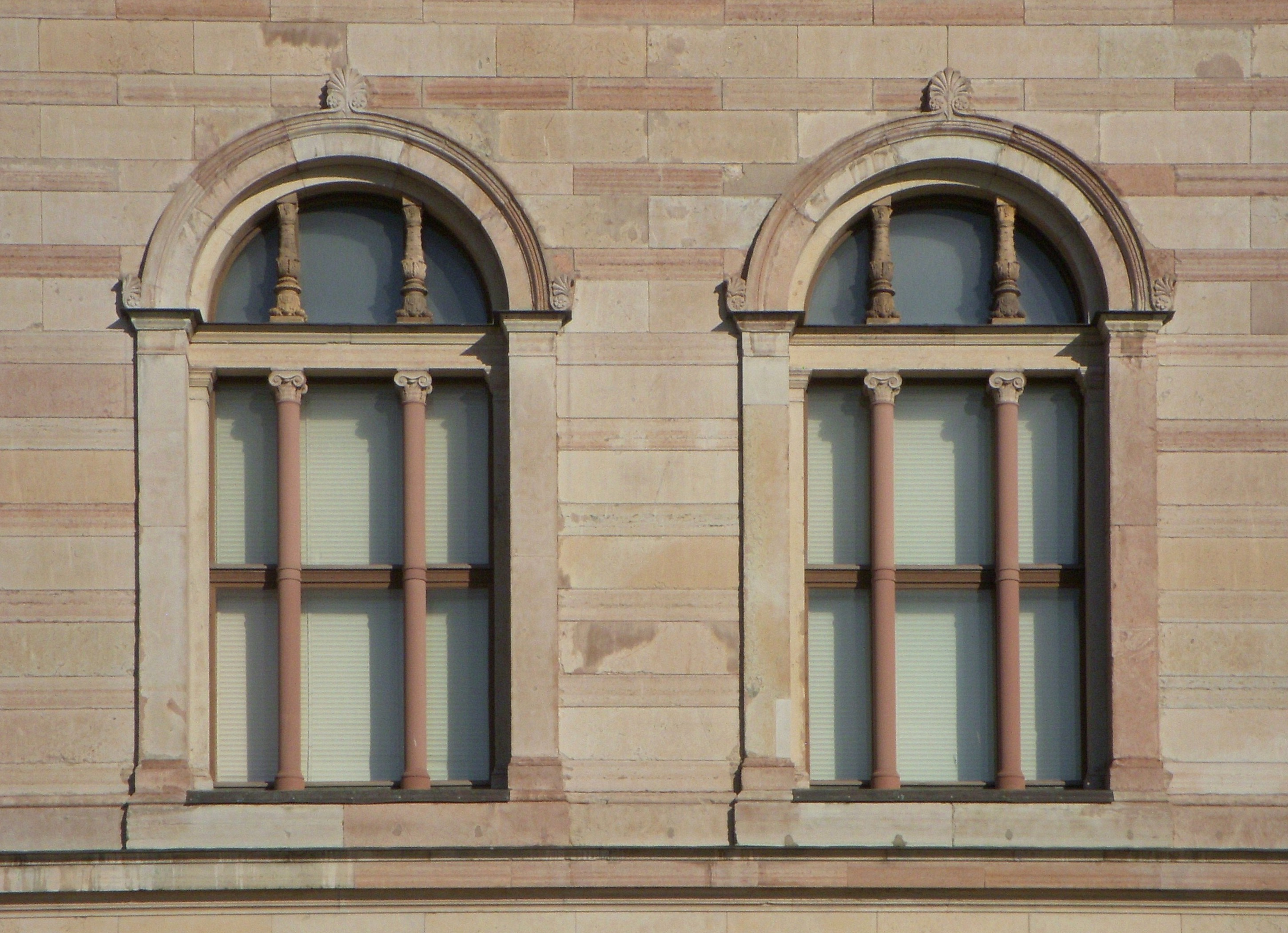
Fönster i Nationalmuseum

Borghamnskalksten är en svensk kalksten som bryts vid Borghamn i Östergötland.
Borghamnskalksten har brutits sedan medeltiden och användes bland annat till Alvastra kloster. Den är ljusgrå, röd eller gråbrun.
Brytning sker idag av Borghamns Stenförädling AB i och Borghamnssten AB i Borghamn.

## Användning av borghamnskalksten
- Alvastra kloster, påbörjat omkring 1150
- Vadstena slott, 1500-talet
- Slutvärnet på Karlsborgs fästning 1844–66
- Nationalmuseum i Stockholm, påbörjat 1847